# Aleurodicus vinculus
Aleurodicus vinculus là một loài côn trùng cánh nửa trong họ Aleyrodidae, phân họ Aleurodicinae.
Aleurodicus vinculus được Martin miêu tả khoa học đầu tiên năm 2004.